# Adrian Elrick
Adrian Coroon Elrick (Aberdeen, 29 settembre 1949) è un ex calciatore neozelandese, di ruolo terzino o libero.
Sposato con la calciatrice Nadene Elrick, è padre del rugbista Jon.

## Carriera

### Club
Di origine scozzese, giocò l'intera carriera al North Shore United, club di North Shore City, Nuova Zelanda, con il quale vinse il campionato neozelandese di calcio del 1977 e la Chatham Cup del 1979.
Giocò nel club neozelandese dal 1969 al 1985.

### Nazionale
Vestì la maglia della Nuova Zelanda in cinquantatré occasioni ufficiali, segnando una rete, esordendo nella vittoria per gli All Whites contro la Cina, il 26 luglio 1975.
Fece parte della rosa All whites che partecipò ai Mondiali spagnoli del 1982, disputando tutti e tre gli incontri che i kiwi giocarono in terra iberica.

## Palmarès

### Club

#### Competizioni nazionali
- Campionato neozelandese: 1

North Shore United: 1977
- Chatham Cup: 1

North Shore United: 1979